# Ticonderoga (Schiff, 1944)
Die USS Ticonderoga (CV-14) war ein US-amerikanischer Flugzeugträger der Essex-Klasse. Sie wurde am 8. Mai 1944 in Dienst gestellt und am 9. Januar 1947 zur Reserveflotte verlegt. Am 11. September 1954 wurde sie wieder in Dienst gestellt und operierte bis zur Außerdienststellung am 1. September 1973 meist im Pazifik. Benannt wurde das Schiff nach der Schlacht von Ticonderoga.

## Geschichte
Die Ticonderoga war das erste Schiff der zweiten Gruppe der Essex-Klasse, die oft auch als eigenständige Ticonderoga-Klasse angesehen wird. Diese unterschied sich von der ersten Gruppe durch eine etwas größere Länge über alles. Dies war durch den wesentlich größeren Spantenausfall im Vorschiff bedingt, der diesen Schiffen den weit ausladenden Vordersteven gab, der bis in die Gegenwart typisch für Flugzeugträger der US-Marine ist. Zweck dieser Maßnahme war, bei hohem Seegang eine Beschädigung der Vorderkante des Flugdecks zu verhindern. Zudem konnten so zwei 40-mm-Flak-Vierlingslafetten am Bug untergebracht werden.

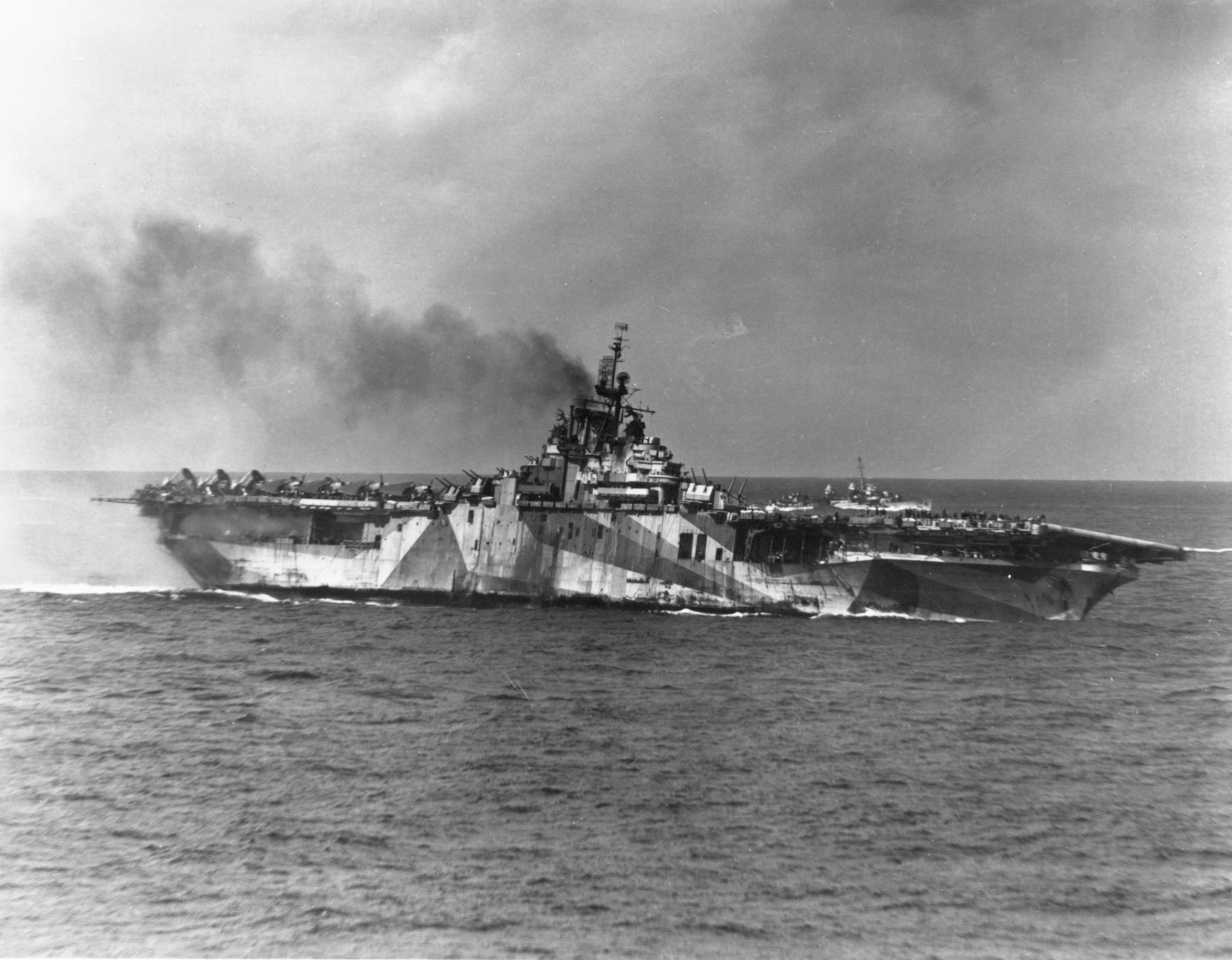
Die USS Ticonderoga am 21. Januar 1945 nach einem zuvor erlittenen Kamikazetreffer

Die USS Ticonderoga wurde zwischen September 1944 und August 1945 im Pazifikkrieg gegen Japan eingesetzt. Dabei erlitt sie im Januar 1945 einen Kamikazetreffer. Für die anschließende Reparatur, die bis Mai 1945 dauerte, musste das Schiff an die Westküste der USA zurückkehren.
1952–1954 wurde die USS Ticonderoga nach dem Schema SCB-27C modernisiert (SCB = Ship Construction Board). Die Kennung wurde in CVA-14 (= Angriffsträger) geändert. Die ebenfalls nach diesem Schema umgerüsteten Schwesterschiffe wurden zur Ticonderoga-Klasse. Wichtigster Unterschied zu den SCB-27A-Schiffen war der Einbau von Dampfkatapulten, die auch den Start schwerer Kampfflugzeuge ermöglichten. Ferner wurden unter anderem die Decksgeschütze entfernt und eine neue Insel angebracht. 1956 bis 1957 ging die Ticonderoga nochmals in die Werft und wurde mit einem Schräglandedeck versehen (SCB-125).
Zu Beginn des Vietnamkrieges war sie mit leichten Flugzeugen der Typen A-4 Skyhawk und F-8 Crusader ausgestattet. Die weit verbreitete F-4 Phantom konnte von den Trägern der Essex-Klasse nicht eingesetzt werden.
Am 5. Dezember 1965 stürzte eine A-4 Skyhawk mit einer Atombombe vom Typ B43 von einem Aufzug der USS Ticonderoga ins Meer und versank in eine Tiefe von 5.000 Metern. Der Pilot ertrank. Der Flugzeugträger befand sich 130 km östlich der japanischen Ryūkyū-Inseln auf dem Weg von Vietnam nach Yokosuka, Japan. Der Vorfall wurde erst 1981 bekannt gegeben.
Auf der letzten Einsatzfahrt ersetzten A-7 Corsair die A-4 Skyhawk. Die Ticonderoga wurde zwischen dem 20. Oktober 1969 und dem 28. Mai 1970 zum U-Jagd-Träger umgebaut. Daher wechselte die Kennung von CVA-14 in CVS-14. In dieser Rolle fuhr sie noch zwei Jahre, bis sie am 29. Juli 1972 von ihrem letzten Einsatz zurückkehrte. Danach barg sie am Ende des Jahres die Landekapsel der Mondmission Apollo 17, wie sie schon gut ein halbes Jahr zuvor Apollo 16 im April geborgen hatte. Am 22. Juni 1973 barg sie Kapsel und Besatzung von Skylab 2. Außer Dienst gestellt wurde sie am 1. September 1973. Zwei Monate später wurde sie aus dem Register gestrichen und am 1. September 1975 zum Verschrotten verkauft.

## Bordgeschwader

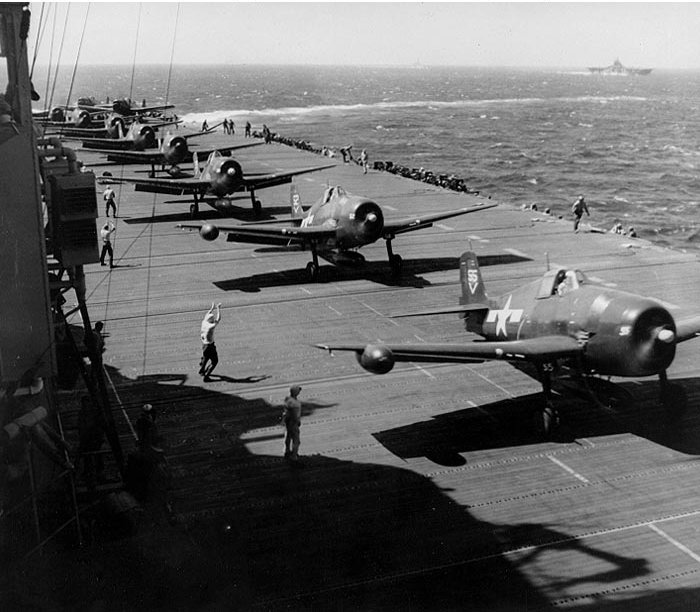
Grumman Hellcats an Deck der Ticonderoga, 1944

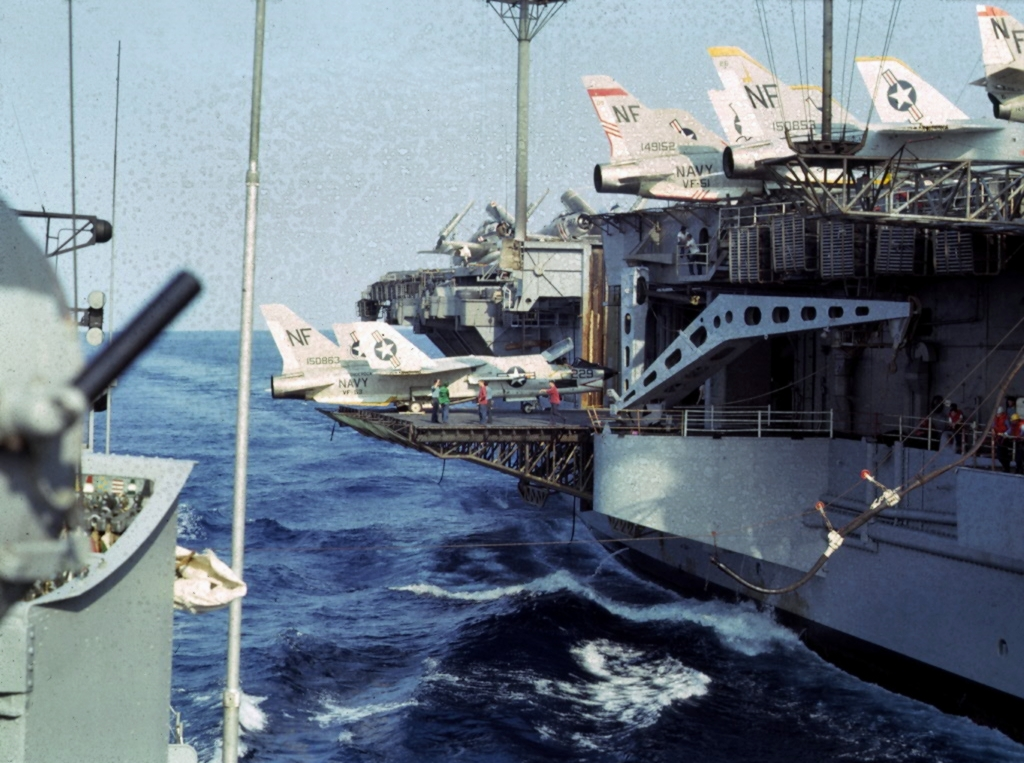
Die Ticonderoga 1966 vor Vietnam

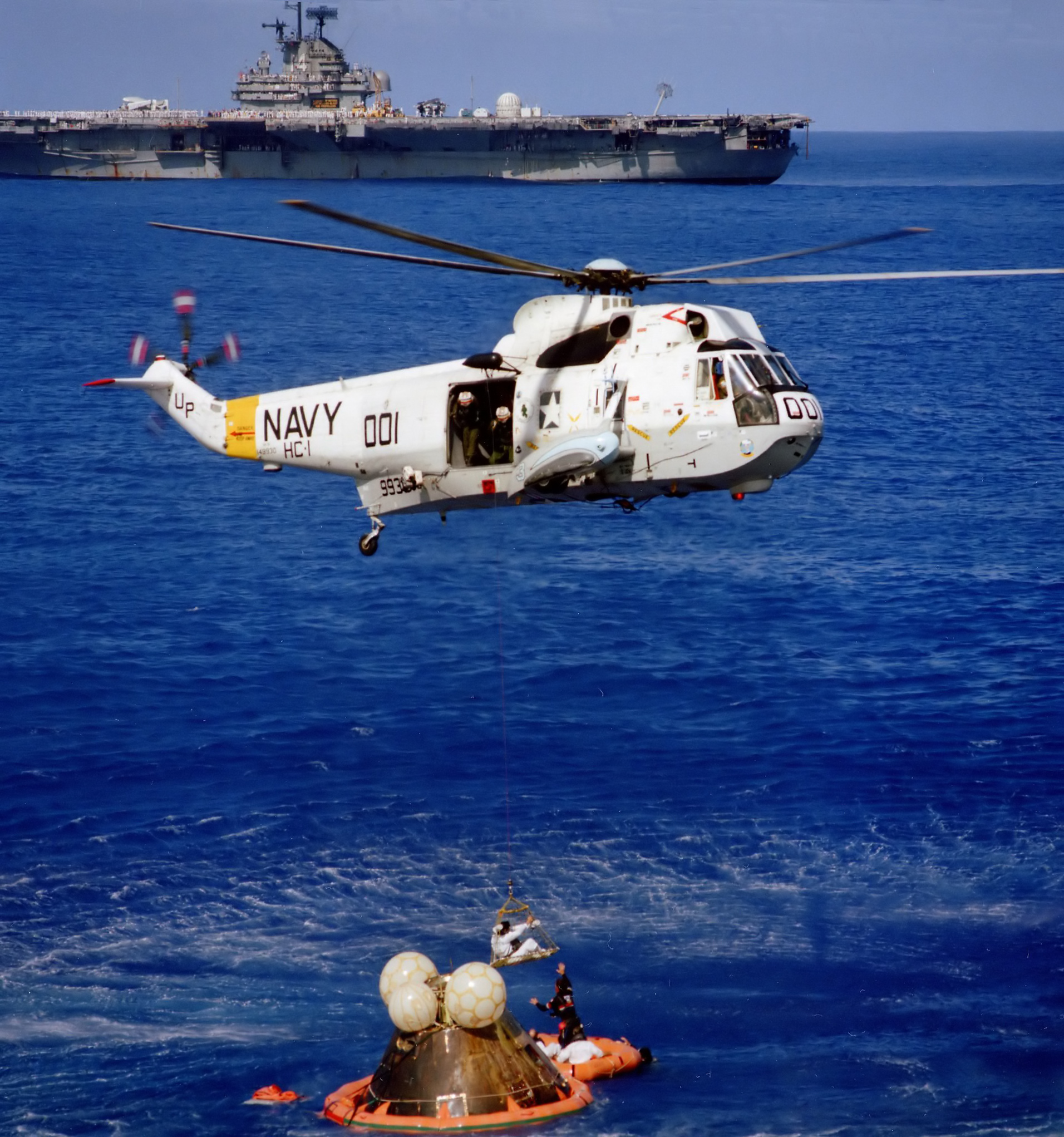
Ein Sea King der Ticonderoga birgt Apollo 17 im Dezember 1972

Juni 1944-Januar 1945Bordgeschwader CAG-89; Staffeln VF-89 (F6F-5), VFN-105 (F6F-5N), VB-89 (SB2C), VT-89 (TBM)
Juli 1945-November 1945Bordgeschwader CAG-87; Staffeln VF-87 (F6F-5), VB-87 (SB2C-4E), VT-87 (TBM-3)
4. November 1955 bis 2. August 1956Bordgeschwader CVG-3 (Tailcode K); Staffeln VF-31 (F2H-4), VF-32 (F9F-8), VA-66 (F7U-3), VA-35 (AD-6), VAH-5 Det. (AJ-1), VC-62 Det., VC-33 Det., VC-12 Det., HU-2 Det.
16. September 1957 bis 25. April 1958Bordgeschwader CVG-9 (NG); Staffeln VF-91 (FJ-3), VF-92 (F2H-3), VA-93 (A4D-1), VF-122 (F3H-2N), VA-95 (AD-7), VAH-2 Det. M (A3D-2), VFP-61 Det. M (F2H-2P), VA(AW)-35 Det. M (AD-5N), VAW-11 Det. M (AD-5W), HU-1 Det. M (HUP-?)
4. Oktober 1958 bis 16. Februar 1959Bordgeschwader ATG-1 (NA); Staffeln VF-112 (F3H-2M), VF-52 (F2H-3), VA-151 (FJ-4B), VA-196 (AD-6), VAH-2 Det. H (A3D-2), VFP-61 Det. H, VA(AW)-35 Det. H (AD-5N), VAW-11 Det. H (AD-5W), HU-1 Det. H
5. März 1960 bis 11. Oktober 1960Bordgeschwader CVG-5 (NF); Staffeln VF-51 (F4D-1), VF-53 (F3H-2), VA-52 (AD-6), VA-56 (A4D-2), VA-55 (A4D-2), VAH-4 Det. B (A3D-2), VFP-61 Det. B, VAW-11 Det. B, HU-1 Det. B
10. Mai 1961 bis 15. Januar 1962Bordgeschwader CVG-5 (NF); Staffeln VF-51 (F8U-1), VF-53 (F3H-2), VA-52 (AD-6), VA-56 (A4D-2), VA-55 (A4D-2), VAH-4 Det. B (A3D-2), VFP-61 Det. B (F8U-1P), VAW-11 Det. B (WF-2), VAW-13 Det. B (AD-5Q), HU-1 Det. B
3. Januar 1963 bis 15. Juli 1963Bordgeschwader CVG-5 (NF); Staffeln VF-51 (F-8E), VF-54 (F-3B), VA-52 (A-1H), VA-56 (A-4B), VA-55 (A-4C), VAH-4 Det. B (A-3B), VFP-63 Det. B (RF-8A), VAW-11 Det. B (E-1B), HU-1 Det. B (UH-2A)
14. April 1964 bis 15. Dezember 1964Bordgeschwader CVW-5 (NF); Staffeln VF-51 (F-8E), VF-53 (F-8E), VA-52 (A-1H), VA-56 (A-4E), VA-55 (A-4E), VAH-4 Det. B (A-3B), VFP-63 Det. B (RF-8A), VAW-11 Det. B (E-1B), HU-1 Det. B (UH-2A)
29. September 1965 bis 13. Mai 1966Bordgeschwader CVW-5 (NF); Staffeln VF-51 (F-8E), VF-53 (F-8E), VA-52 (A-1H), VA-56 (A-4E), VA-144 (A-4C), VAH-4 Det. B (A-3B), VFP-63 Det. B (RF-8A), VAW-11 Det. B (E-1B), HC-1 Det. B (UH-2A/B)
19. Oktober 1966 bis 29. Mai 1967Bordgeschwader CVW-19 (NM); Staffeln VF-191 (F-8E), VA-192 (A-4E), VA-52 (A-1H/J), VF-194 (F-8E), VA-195 (A-4C), VAH-4 Det. E (A-3B), VFP-63 Det. E (RF-8G), VAW-11 Det. E (E-1B), HC-1 Det. E (UH-2A/B)
28. November 1967 bis 17. August 1968Bordgeschwader CVW-19 (NM); Staffeln VF-191 (F-8E), VF-194 (F-8E), VA-192 (A-4F), VA-23 (A-4F),  VA-195 (A-4C), VAH-4 Det. 14 (KA-3B), VFP-63 Det. 14 (RF-8G), VAW-111 Det. 14 (E-1B), VAQ-33 Det. 14 (EA-1F), HC-1 Det. 14 (UH-2A/B)
1. Februar 1969 bis 18. September 1969Bordgeschwader CVW-16 (AH); Staffeln VF-111 (F-8H), VF-162 (F-8J), VA-87 (A-7B), VA-25 (A-7B), VA-112 (A-4C), VFP-63 Det. 14 (RF-8G), VAW-111 Det. 14 (E-1B), VAQ-130 Det. 14 (EKA-3B), HC-1 Det. 4 (UH-2C)
Juli 1970 bis August 1971Bordgeschwader CVSG-53 (NS); Staffeln VS-21 (S-2E), VS-29 (S-2E), VS-35 (S-2E), HS-2 (SH-3D), HS-6 (SH-3D), VAW-111 Det. 4 (E-1B)
Mai 1971 bis November 1971Bordgeschwader CVSG-59 (NT); Staffeln VS-33 (S-2E), VS-37 (S-2E), VS-38 (S-2E), HS-4 (SH-3D), HS-8 (SH-3D), VAW-111 Det. 4 (E-1B)
17. Mai 1972 bis 29. Juli 1972Bordgeschwader CVSG-53 (NS); Staffeln VS-21 (S-2E), VS-29 (S-2E), VS-35 (S-2E), VS-38 (S-2E), HS-2 (SH-3D), HS-8 (SH-3D), VAW-111 Det. 3 (E-1B)